# Kirino Nacuo
Kirino Nacuo (japánul: 桐野夏生, Hepburn-átírással: Kirino Natsuo) (Kanazava, 1951. október 7. –) japán írónő.
Valódi neve Hasioka Mariko. Az Isikava prefektúrabeli Kanazavában született. Apja építész, a család sok helyen lakott Japánban, végül Tokióban telepedett le, Kirino azóta is ott él. Jogot végzett a Szeikei Egyetemen, majd újságszerkesztőségekben dolgozott. 30 éves korában kezdett írni, első sikerét 41 évesen Kao ni furikakeru ame („Arcomra hull az eső”) című regényével aratta, amely elnyerte az Edogava Rampo-díjat, majd 1997-ben Auto („Out” vagyis „Ki”) című krimije a japán krimiírók Nagydíját is megkapta, és 2002-ben film is készült belőle Hirajama Hidejuki rendezésében. További díjai: Naoki-díj (Javarakana hoho/„Hamvas arc”, 1999), Izumi Kjóka-díj (Guroteszuku/„Groteszk”, 2003), Tanizaki-díj (Tókjódzsima, 2008), Muraszaki Sikibu-díj (Dzsósinki, 2009). Tizenhárom regényt és három elbeszéléskötetet publikált, előbbiek közül négyet angolra is lefordítottak.

## Magyarul
- Kín (az Auto vagyis „Out”, „Ki” fordítása); ford. Komáromy Rudolf; Kelly, Bp., 2009 ISBN 9789639943223
- A halál istennője (Dzsosinki, 2009); ford. Illés Róbert; Kelly, Bp., 2011 ISBN 9789633350201